# Кассиопея (фан-клуб)
«Кассиопея» — официальный фан-клуб южнокорейской поп-группы Dong Bang Shin Ki. Он был назван в честь астеризма из пяти звёзд, образующих букву W — Кассиопеи, одним из участников группы — Максом Чханмином. Этот же фан-клуб в Японии называют BigEast. Фан-клуб образовался спустя несколько лет после дебюта группы, 23 апреля 2006 года. Официальным цветом фан-клуба является жемчужно-красный, символизирующий страсть. 23 апреля празднуется как день Кассиопеи.

## Членство
«Кассиопея» является крупнейшим фан-клубом в Южной Корее с более чем 100 000 зарегистрированных пользователей в Daum фанкафе, на платформе Yuaerubi за два дня. По состоянию на 2009 год международное число участников превышало 920 000 человек. В 2008 году фан-клуб занесли в «Книгу рекордов Гиннесса» как «Самый большой фан-клуб мира». «Кассиопея» также была занесена в книгу рекордов как «Самый большой фан-клуб» в 2011 году.
Международные поклонники TVXQ!, которые не являются официальными членами Daum fancafe и не принадлежат к SMTown составу, тоже называют себя Кассиопея.

## Благотворительность
«Кассиопея» оказывает свою поддержку TVXQ!, спонсируя и жертвуя благотворительным организациям, строя школы и парки, а также общинные центры по всей Азии. Это называют «фан-проекты».
Около 500 человек с японской фан-страницы Юнхо «Пойдём вместе» («Let’s Go Together») приняли участие в сборе средств и 29 июля 2011 года пожертвовали 500 000 иен (примерно $6400 USD) для ликвидаций последствий землетрясения в Японии. На фан-страничке были созданы специальные полотенца «Пойдём вместе» («Let’s Go Together») и эти пакеты с полотенцами продавались каждому из участников онлайн сообщества, чтобы повысить сборы денег для пожертвования. Это был третий раз, когда они жертвовали деньги, накопив в общей сложности 1.5 миллиона иен (приблизительно $19 200 USD).
Члены японского блога фанатов Юнхо «One» пожертвовали около $20 000 USD для общественного объединения благосостояния в его родном городе Кванджу, празднуя его 27-й день рождения. Его фанаты в Китае пожертвовали деньги, чтобы поддержать молодую девушку, живущую в трудной ситуации, которая смогла комфортно прожить год на пожертвования.
В 2012 году фанаты Юнхо построили библиотеку в честь его имени. Её открыли 24 марта и она находится на втором этаже начальной школы Чунам, библиотека предоставляет учащимся книги, книжные полки, столы, письменные принадлежности и многое другое. В библиотеке находится 1688 книг.
14 и 21 апреля 2012 года филиппинские фанаты пожертвовали средства в Филиппинское общество защиты животных.

## Юридические вопросы
Фан-клуб «Кассиопея» подал иск против долгосрочных контрактов с SM Entertainment в 2010 году. «Кассиопея» также заполняли иск о компенсации об отмене концерта SM Town Live Concert, так как изначально SM и TVXQ утверждали, что концерт пройдёт, как запланировано, но концерт был отменён за неделю до запланированной даты..

## Известные фан-проекты Кассиопеи
- Письма для TVXQ Архивная копия от 7 декабря 2012 на Wayback Machine
- Love Melody by Cassiopeia Архивная копия от 23 марта 2021 на Wayback Machine
- Песни для TVXQ (недоступная ссылка)
- TVXQ World Flashmob Day Архивная копия от 30 июня 2016 на Wayback Machine